# Daron Payne
(en) Statistiques sur pro-football-reference
Daron Payne, né le 27 mai 1997 à Birmingham en Alabama, est un joueur professionnel américain de football américain dans la National Football League (NFL). Il joue au poste de defensive tackle.
Sélectionné lors de la draft 2018 par les Redskins de Washington, il joue pour cette franchise renommée Washington Football Team en 2020 et Commanders de Washington en 2022.

## Biographie
Au niveau universitaire, Payne joue pour le Crimson Tide de l'université de l'Alabama.
Il est sélectionné en 13e choix lors du premier tour de la draft 2018 de la NFL par les Redskins de Washington,. Washington ne participe qu'une seule fois à la phase finale pendant ses quatre premières saisons (défaite en tour de wild card contre les Buccaneers en 2020). Sa franchise change de dénomination à deux reprises pendant cette période. L'équipe active la cinquième année de son contrat.
Payne réalise la meilleure saison de sa carrière en 2022 et termine troisième defensive tackle de la ligue au nombre de sacks derrière Chris Jones et Quinnen Williams. Il est ainsi sélectionné pour disputer son premier Pro Bowl. Pendant l'intersaison, les Commanders placent un franchise tag sur Payne avant de lui offrir un nouveau contrat d'une durée de quatre ans pour un montant de 90 millions de dollars dont 60 garantis,. Il s'agit du deuxième plus gros contrat jamais accordé à un defensive tackle de l'histoire de la ligue après celui d'Aaron Donald des Rams en 2021,.